# Параклет
Паракле́т, або Па́ракліт (дав.-гр. παράκλητος — «Радник», людина, яку закликають на допомогу, для утішення. Термінологічно слово стало вживатися в Новому Завіті, після якого в подальшому набуло поширення в християнському богослів'ї і в (візантійській та середньовічній латинській) гімнографії.
В Євангелії — одне з імен Духа Святого, іпостасі Св. Трійці: «Духа істини, Якого світ не може прийняти, бо не бачить Його і не знає... Утішитель же, Дух Святий, Якого Отець пошле в ім'я Моє, навчить вас усього і нагадає вам усе, що Я говорив вам» (Ів. 14:17–26), — наставляв Ісус учнів під час Тайній вечері.